# 三事堂ささ木
三事堂ささ木（さんじどうささき）は、宮城県気仙沼市にある、陶磁器、漆器の小売店。店舗兼住宅等が日本国の登録有形文化財となっている。

## 概要
気仙沼内沼地区に所在する。創業1908年（明治41年）。備前焼、唐津焼、美濃焼、ガラス工芸等の作品を展示している。周囲には武山米店炊飯博物館等、登録有形文化財に登録されている建物が点在するが、当店を含めその多くは東北地方太平洋沖地震の津波によって甚大な被害を受け、修繕・復元が必要とされる。

## 文化財
2006年（平成18年）3月2日、以下の2棟が登録有形文化財となった。
- 店舗兼主屋

大正時代、木造2階建、鉄板葺、建築面積143m2。間口5間、奥行3間2尺の2階建店舗に奥行3間半の住宅が接続する。屋根は寄棟造の鉄板葺。正面１階は改修されているが，2階窓は櫛形ペディメントと窓台で洋風に飾る。ガラス窓桟割も技巧的意匠となっている。外壁は2階軒裏までを白漆喰で仕上げられている。
- 土蔵

大正時代、土蔵造2階建、瓦葺、建築面積25 m2。桁行3間，梁間2間規模の2階建。道路側妻面の1、2階に窓。屋根は切妻造の桟瓦葺で、１階に瓦葺庇を付け、外壁は白漆喰塗である。南面中央、店舗内部に戸口を開き、漆喰塗の両開き土戸を釣り込む。小屋組は洋風トラス。

## 現地情報
- 所在地
  - 宮城県気仙沼市八日町2-3-27
- 交通アクセス
  - 大船渡線気仙沼駅より徒歩17分
  - 気仙沼バイパス松川インターチェンジより車7分
- 周辺施設
  - 武山米店炊飯博物館, 角星,  千田家住宅 - 登録有形文化財